# 乙訓医療生活協同組合
乙訓医療生活協同組合（おとくにいりょうせいかつきょうどうくみあい）は、京都府向日市寺戸町に本部を置く医療生協。

## 概要
蔡東隆医師が1960年8月に開業した西京都医誠会医院を起源とする。
全日本民主医療機関連合会(民医連)加盟法人。

## 組合員数・出資金
- 組合員数：6,483人(2019年12月1日現在)[2]

- 出資金：2億2,626万9,000円(2019年12月1日現在)[2]

## 医科診療所
- 医誠会診療所
  - 所在地 - 向日市寺戸町殿長37
  - 標榜診療科 -  内科,外科[3]

## 介護事業所
- 医誠会訪問看護ステーションにじ - 向日市寺戸町殿長37番地